# تاریخ سیستان (کتاب باسورث)
تاریخ سیستان  کتابی است که کلیفورد ادموند باسورث به انگلیسی نوشته است و حسن انوشه به فارسی برگردانیده است.